# 李冬青
李冬青（？—？），女，中华人民共和国政治人物。曾任武汉市人民政府委员、武汉市民主妇女联合会副主席。

## 生平
1954年，当选第一届全国人民代表大会代表。